# 星野応韶
星野 応韶（ほしの まさつぐ、1890年（明治23年）10月14日 - 1965年（昭和40年）1月6日）は、日本の海軍軍人。最終階級は海軍少将。

## 経歴
1890年（明治23年）10月14日、京都府京都市下京区で、星野俊松、千賀夫妻の長男として生まれる。1910年（明治43年）旧制修道中学校（現：修道中学校・高等学校）を卒業し、海軍兵学校および陸軍士官学校（第25期）を受験し、双方に合格している。海軍兵学校に入学。1913年（大正2年）に海軍兵学校（41期）を卒業し、海軍少尉候補生となり、1914年（大正3年）12月1日、海軍少尉に任官。その後、海軍潜水学校教官、第38潜水艦(呂号第20潜水艦)艦長心得、第2潜水戦隊参謀、第2艦隊副官、巡洋艦鈴谷副長、戦艦長門副長、運送艦間宮特務艦長、呉軍需部総務課長、海軍省電信課長兼軍令部課長、佐世保海軍工廠総務部長兼工員養成所長を歴任。1942年（昭和17年）少将に昇任。その後、横須賀人事部長兼横須賀鎮守府人事長、第21特別根拠地隊（スラバヤ）司令官、大阪在勤武官兼船舶警戒部大阪支部長、兼大阪港湾警備隊司令などを経て、1945年（昭和20年）10月15日予備役に編入。
1947年（昭和22年）11月28日、公職追放仮指定を受けた。1965年（昭和40年）1月6日逝去。